# Mimochlorisanis violacea
Mimochlorisanis violacea är en skalbaggsart som beskrevs av Stefan von Breuning 1966. Mimochlorisanis violacea ingår i släktet Mimochlorisanis och familjen långhorningar.
Artens utbredningsområde är Filippinerna. Inga underarter finns listade i Catalogue of Life.